# Крутогорова
Крутогорова (устар. Тылуса) — река на полуострове Камчатка. Протекает по территории Соболевского района Камчатского края России.
Длина реки — 169 км. Площадь водосборного бассейна — 2650 км². Берёт истоки у перевала Крутогорова. В низовьях протекает по сильно заболоченной местности. Впадает в Охотское море.
Река названа из-за крутого правого берега близ её устья.
К югу от устья расположен посёлок Крутогоровский.
В водах реки нерестится кижуч.

## Притоки
Объекты перечислены по порядку от устья к истоку.
- 30 км: Садушка
- 56 км: Тауч
- 57 км: река без названия
- 65 км: Коопа
- 70 км: Тыумшеча
- 91 км: Устана
- 97 км: Сарачик
- (? км): Подсопочный[10]
- 107 км: Платонич
- 129 км: река без названия
- 138 км: река без названия

## Данные водного реестра
По данным государственного водного реестра России относится к Анадыро-Колымскому бассейновому округу.
По данным геоинформационной системы водохозяйственного районирования территории РФ, подготовленной Федеральным агентством водных ресурсов:
- Код водного объекта в государственном водном реестре — 19080000212120000029328